# L'Argentière-la-Bessée
L'Argentière-la-Bessée è un comune francese di 2 405 abitanti situato nel dipartimento delle Alte Alpi della regione della Provenza-Alpi-Costa Azzurra e si trova a 16 km. a sudovest di Briançon sulla strada per Embrun.
Si trova all'interno del parco nazionale des Écrins ed il punto più alto del territorio comunale è la Pointe de Rougnoux (3.179 m).

## Società

### Evoluzione demografica
Abitanti censiti